# August Bernadotte
August Bernadotte (szw. Nikolaus August; ur. 24 sierpnia 1831 w Drottningholm, zm. 4 marca 1873 w Sztokholmie) – książę Szwecji, Norwegii i Dalarny, wojskowy, od 1872 Generallöjtnant (odpowiednik polskiego Generała Dywizji). Był najmłodszym synem króla Szwecji i Norwegii, Oskara I, oraz jego żony, Józefiny de Beauharnais, a także bratem dwóch królów Szwecji i Norwegii, Karola XV i Oskara II.

## Życiorys
Urodził się 24 sierpnia 1831 roku w pałacu Drottningholm jako piąte dziecko i czwarty syn Oskara, księcia Södermanland (przyszłego Oskara I, króla Szwecji i Norwegii) oraz jego żony, Józefiny de Beauharnais. Władcą Szwecji i Norwegii był wówczas jego dziadek, Karol XIV Jan, pierwszy przedstawiciel dynastii Bernadotte na tych tronach. Ze strony matki mały książę był potomkiem króla bawarskiego, Maksymiliana I Józefa Wittelsbacha. Jego babką była natomiast cesarzowa francuska, Józefina, pierwsza żona Napoleona Bonapartego.
Gustaw miał czworo rodzeństwa – Karola (ur. 1826), Gustawa (ur. 1827), Oskara (ur. 1828) i Eugenię (ur. 1830). Dwóch jego braci zostało w przyszłości królami Szwecji i Norwegii.
Książę bardzo interesował się pociągami i lokomotywami. Ponieważ powszechnie uważano, że nie był zbyt bystry, doprowadziło to do powstania wyrażenia „dummare än tåget” (szw. „głupszy niż pociąg”). Wyrażenie to nadal jest używane, choć tak bardzo weszło do powszechnego użytku, że nie wszyscy są świadomi jego pochodzenia.
16 kwietnia 1864 w Altenburgu poślubił księżniczkę Saksonii-Altenburg, Teresę. Para nie miała dzieci.

## Genealogia
| Prapradziadkowie              | Jan Bernadotte (1683–1760) ∞1707 Maria du Pucheu (1686–1773)                                     | Jan Saint Vincent (1692–1762) ∞1719 Maria d'Abbadie de Sireix (1694–1752)                        | Józef Clary (1693–1748) ∞1724 Franciszka Agnes Ammoric (1705–1776)                               | Józef Ignacy Somis (–1750) ∞1739 Katarzyna Róża Soucheiron (1696–1776)                           | Franciszek de Beauharnais (1714–1800) ∞1751 Maria Anna Pyvart de Chastulle (1722–1766)           | Józef Gaspard de Tascher (1735–1790) ∞1761 Maria des Vergers de Sanois (1736–1807)               | Fryderyk Michał Wittelsbach (1724–1767) ∞1746 Maria Franciszka Wittelsbach (1724–1794)              | Jerzy Wilhelm Hessen-Darmstadt (1722–1782) ∞1748 Maria Leiningen-Dagsburg-Falkenburg (1729–1818)    |
| Pradziadkowie                 | Jan Hernyk Bernadotte (1711–1780) ∞1754 Joanna de Saint Vincent (1728–1809)                      | Jan Hernyk Bernadotte (1711–1780) ∞1754 Joanna de Saint Vincent (1728–1809)                      | Franciszek Clary (1725–1794) ∞1759 Franciszka Somis (1737–1815)                                  | Franciszek Clary (1725–1794) ∞1759 Franciszka Somis (1737–1815)                                  | Aleksander de Beauharnais (1760–1794) ∞1779 Maria Józefina Tascher (1763–1814)                   | Aleksander de Beauharnais (1760–1794) ∞1779 Maria Józefina Tascher (1763–1814)                   | król Bawarii Maksymilian I Józef Wittelsbach (1756–1825) ∞1785 Augusta Hessen-Darmstadt (1765–1796) | król Bawarii Maksymilian I Józef Wittelsbach (1756–1825) ∞1785 Augusta Hessen-Darmstadt (1765–1796) |
| Dziadkowie                    | król Szwecji i Norwegii Karol XIV Jan (1763–1844) ∞1797 Désirée Clary (1777–1860)                | król Szwecji i Norwegii Karol XIV Jan (1763–1844) ∞1797 Désirée Clary (1777–1860)                | król Szwecji i Norwegii Karol XIV Jan (1763–1844) ∞1797 Désirée Clary (1777–1860)                | król Szwecji i Norwegii Karol XIV Jan (1763–1844) ∞1797 Désirée Clary (1777–1860)                | Eugeniusz de Beauharnais (1781–1824) ∞1806 Augusta Amalia Wittelsbach (1788–1851)                | Eugeniusz de Beauharnais (1781–1824) ∞1806 Augusta Amalia Wittelsbach (1788–1851)                | Eugeniusz de Beauharnais (1781–1824) ∞1806 Augusta Amalia Wittelsbach (1788–1851)                   | Eugeniusz de Beauharnais (1781–1824) ∞1806 Augusta Amalia Wittelsbach (1788–1851)                   |
| Rodzice                       | król Szwecji i Norwegii Oskar I Bernadotte (1799–1859) ∞1823 Józefina de Beauharnais (1807–1876) | król Szwecji i Norwegii Oskar I Bernadotte (1799–1859) ∞1823 Józefina de Beauharnais (1807–1876) | król Szwecji i Norwegii Oskar I Bernadotte (1799–1859) ∞1823 Józefina de Beauharnais (1807–1876) | król Szwecji i Norwegii Oskar I Bernadotte (1799–1859) ∞1823 Józefina de Beauharnais (1807–1876) | król Szwecji i Norwegii Oskar I Bernadotte (1799–1859) ∞1823 Józefina de Beauharnais (1807–1876) | król Szwecji i Norwegii Oskar I Bernadotte (1799–1859) ∞1823 Józefina de Beauharnais (1807–1876) | król Szwecji i Norwegii Oskar I Bernadotte (1799–1859) ∞1823 Józefina de Beauharnais (1807–1876)    | król Szwecji i Norwegii Oskar I Bernadotte (1799–1859) ∞1823 Józefina de Beauharnais (1807–1876)    |
| August Bernadotte (1831-1873) |                                                                                                  |                                                                                                  |                                                                                                  |                                                                                                  |                                                                                                  |                                                                                                  | | |